# پاپفی سینه‌زرین
پاپفی سینه‌زرین (نام علمی: Eriocnemis mosquera) یک گونه مگس‌مرغ از خانواده مگس‌مرغان است که در کلمبیا و اکوادور یافت می‌شود. زیستگاه طبیعی آن جنگل‌های کوهستانی نمناک نیمه‌گرمسیری یا گرمسیری است.